# سه‌قلوهای بلویل
سه‌قلوهای بلویل (فرانسوی: Les Triplettes de Belleville‎) یک فیلم به کارگردانی سیلوَن شومه است که در سال ۲۰۰۳ منتشر شد.

## خلاصه داستان
پسر بچه‌ای در یکی از مناطق روستایی فرانسه با مادر بزرگش، «مادام سوزا» زندگی می‌کند. «مادام سوزا» برای او دوچرخه‌ای می‌خرد و تشویقش می‌کند در مسابقات دوچرخه سواری دور فرانسه شرکت کند و برنده شود. اما گروهی گنگستر مافیایی پسر جوان را می‌ربایند و به شهر بزرگ بل ویل می‌برند تا از او به خاطر مهارت‌هایش در دوچرخه سواری، در یک قماربازی پیچیده استفاده شود.

## جوایز
این فیلم کاندیدای ۲ اسکار (کاندیدای اسکار بهترین انیمیشن-کاندیدای اسکار بهترین موسیقی) در سال ۲۰۰۴ شد.